# Raimon Galí i Herrera
Raimon Galí i Herrera (Barcelona 1917 - 2005) fou un escriptor i activista cultural català que va viure uns anys exiliat a Mèxic.

## Biografia
Raimon Galí i Herrera era fill del pedagog Alexandre Galí i Coll. Els seus germans foren el pedagog i historiador Jordi Galí i Herrera, la pianista Maria Galí i Herrera i el pintor Francesc Galí i Herrera.
Estudià filosofia i lletres a la Universitat Autònoma de Barcelona i fou membre de l'entitat catalanista Palestra.
Durant la Guerra Civil espanyola ingressà a l'Escola Popular de Guerra de la Generalitat de Catalunya, hi assolí el grau d'oficial i lluità amb el X Cos d'Exèrcit de la República. El 1939 s'exilià a França, Cuba i finalment s'establí a Ciutat de Mèxic, on estudià a l'Escola Nacional d'Antropologia i Història de 1940 a 1944.
Membre destacat de la comunitat catalana de Mèxic, col·laborà en les revistes dels exiliats catalans Full Català i Quaderns de l'Exili. També es dedicà a l'arqueologia, col·laborant amb Pere Bosch i Gimpera i publicà l'article La orientación de los monumentos de Tula.
El 1948 tornà a Catalunya i s'integrà en la resistència cultural activa. Fou un dels inspiradors del grup de joves anomenat CC (Crist Catalunya), protagonistes del primer activisme antifranquista a començaments dels anys 1950, i també de l'Acadèmia de Llengua Catalana de la Congregació Mariana.
Com a bona part dels nacionalistes catòlics catalans, era influït per Charles Péguy i Antoine de Saint-Exupéry, i com ells exhortà al voluntarisme, la disciplina i l'esperit de servei, fomentant l'escoltisme (serà membre del Consell General de la Institució Catalana d'Escoltisme (Minyons de Muntanya-Boy Scouts de Catalunya).
Col·laborà esporàdicament en diaris i revistes, i participà en diverses edicions de la Universitat Catalana d'Estiu. El 1983 li fou atorgada la Creu de Sant Jordi.

## Obres[calcitació]
- Senyals de camí (1963)
- Els camins de l'estimar (1981)
- Recalada (1984)
- Signe de contradicció, col·lecció que comprèn:
  - 1. La Catalunya d'en Prat (1985)
  - 2. La Catalunya d'en Macià (2001) - 3. L'Avantguerra (2001)
  - 4. Aixecament i Revolta(1997)
  - 5. L'Exèrcit de Catalunya (1991)
  - 6. El X Cos d'Exèrcit i la caiguda d'Aragó (1994)
  - 7. L'Ebre i la caiguda de Catalunya (1996)
- El brancatge, dins el recull Jordi Pujol, un polític per a un poble (1984).
- La ciutat. Les arrels de la democràcia (1995)
- La mística i la política. La terra: per una doctrina moral (1997)
- L'amor en la història (1997)
- Memòries (2004)
- Semblances (2005)